# Lira (instrumento musical)

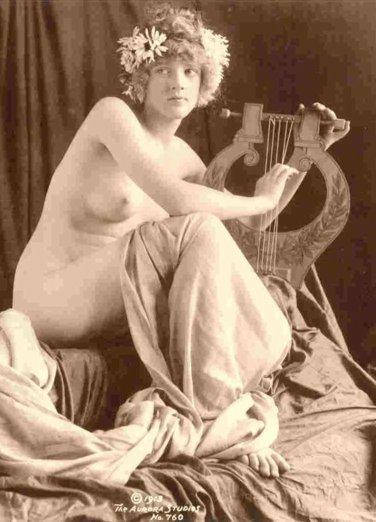
Mulher tocando lira, 1913 - o estilo da fotografia remete à Antiguidade Clássica

A lira é um instrumento de cordas conhecido pela sua vasta utilização durante a antiguidade.
A lira, segundo a lenda, foi inventada por Hermes e remonta, no mínimo, ao Período Micênico.
As récitas poéticas dos antigos gregos eram acompanhados pelo seu som, ainda que o instrumento não tivesse origem helênica. O gênero de instrumento a que pertence a lira terá tido o seu alvorecer na Ásia, inferindo-se que terá entrado na Grécia através da Trácia ou da Lídia. Enquanto que os primeiros intérpretes, heróicos, e aqueles a quem se reconhecem melhoramentos no instrumento eram das colônias da Iónia, da Eólia ou da costa adjacente ao império Lídio, os mestres propostos pela mitologia grega eram Trácios: Orfeu, Museu e Tamíris.
A estrutura de uma lira consiste num oco - caixa de ressonância - do qual partem, verticalmente, dois braços (montantes), que, por vezes, também são ocos. Junto ao topo, os braços ficam ligados a uma barra - o jugo - que liga as cordas até outra saliência de madeira transversal - o cavalete - disposta junto à caixa de ressonância e que lhe transmite as vibrações das cordas. As cordas são percutidas com a ajuda de um plectro. O número de cordas variava, geralmente entre seis e oito.
As cordas eram feitas de tripa ou de tendões de boi ou carneiro. Há quem afirme que os braços primitivos deste instrumento eram feitos com chifres de cabra.
No Império Bizantino e na Grécia moderna, liras são instrumentos tocados com arco. Na música tradicional grega viva, há três tipos predominantes de lira: a lira de Creta, a lira de Constantinopla (polítiki lyra) e a lira do Ponto (pontiakí lyra). São instrumentos pouco menores do que um violino, com três cordas, que se tocam apoiados no colo. As liras desempenham papel de instrumentos de solo na música grega.

## Instrumentos musicais do mesmo género
- Alaúde
- Bárbito
- Chelys - antigo instrumento musical grego que deu origem à lira.
- Cítara
- Fórminx
- Harpa
- Saltério